# Le Dernier Templier (mini-série)
Pour les articles homonymes, voir Le Dernier Templier.
Pour plus de détails, voir Fiche technique et Distribution.
Le Dernier Templier (The Last Templar) est une mini-série canadienne en deux épisodes de 120 minutes chacun, réalisée par Paolo Barzman, d'après le roman de Raymond Khoury, Le Dernier Templier. Elle a été diffusée en simultané les 25 et 26 janvier 2009 sur le réseau Global au Canada et sur le réseau NBC aux États-Unis.
La mini-série a été diffusée en France le 22 décembre 2009, en Belgique le 30 décembre 2009 [Où ?] et au Québec le 22 juin 2011 sur AddikTV.

## Synopsis
Une grande soirée est organisée au Metropolitan Museum of Art à New York pour présenter en exclusivité les extraordinaires trésors du Vatican. Soudain quatre hommes surgissent dans le musée en costume de Templiers, semant le chaos sur leur passage, et dérobent un des objets exposés.
Tess Chaykin, brillante archéologue ayant assisté au massacre, et Sean Reilly, agent du FBI chargé de l'enquête, vont alors s'engager dans une chasse au trésor qui va les plonger à l'époque des Templiers et leur faire découvrir le rôle du Vatican dans la chute de ceux-ci…

## Distribution
- Mira Sorvino (VF : Déborah Perret ; VQ : Hélène Mondoux) : Tess Chaykin
- Scott Foley (VF : Mathias Kozlowski ; VQ : Tristan Harvey) : Sean Daly
- Victor Garber : Monseigneur De Angelis
- Kenneth Welsh (VF : Boris Woringer) : Bill Vance
- Danny Blanco Hall : Plunkett
- Omar Sharif : Konstantin
- Anthony Lemke (VF : Laurent Morteau) : Clive Edmonston
- Rebecca Windheim (VF : Manon Corneille) : Kim Chaykin
- Paul-Antoine Taillefer : Templier Aimard
- Stéphane Demers : Templier Martin
- Christian Grenier : Templier Hugh
- Mario Davignon (en) : William de Beaujeu
- Claudia Ferri (VF : Anne Rondeleux) : Agent du FBI Louisa Acevedo
- Larry Day : Gus Waldon
- Mark-Antony Krupa : Branco Petrovic
- Edward Yankie : Mitch Adeson
- Craig Thomas : Capitaine de police
- Michael Mando : Le quartier maître du Necla

 Source et légende : version française (VF) sur RS Doublage
 Source et légende : version québécoise (VQ) sur Doublage.qc.ca

## Production
La production a débuté en avril 2008 à Montréal et au Maroc.

## Récompenses
Nominations
- Saturn Award :
  - Saturn Award du meilleur téléfilm 2009
- Directors Guild of Canada :
  - Meilleure mini-série ou téléfilm 2009
- Prix Gemini : 
  - Meilleur montage pour une série 2009